# ダニエル・スバシッチ
ダニエル・スバシッチ（Danijel Subašić、1984年10月27日 - ）は、ユーゴスラビア（現・クロアチア）出身の元サッカー選手。元クロアチア代表。ポジションはゴールキーパー。

## クラブ経歴
クロアチアのNKザダルのユースチームでキャリアをスタートさせ、2003年にトップチームに昇格した。2008年にハイデュク・スプリトにレンタル移籍し、2009年には完全移籍した。
2012年1月、フランス・リーグ・アンのASモナコに移籍した。
2012年5月のブローニュ戦では直接FKでゴールを決めた。
2013-2014シーズンには後にブラジルW杯準優勝を経験するアルゼンチン代表セルヒオ・ロメロが加入したがレギュラーの座は渡さず、2014-2015シーズンにも南アフリカW杯準優勝を経験したオランダ代表マールテン・ステケレンブルフが加入するが、レギュラーの座を守った。
2016-17年シーズンにはASモナコのリーグ優勝を助け、リーグの最優秀GK賞を受賞した。これまで幾度となくポジションを守ってきたスバシッチだったが、2019‐20シーズンにバンジャマン・ルコントが加入するとレギュラーの座を奪われ、結局この年の出場は無くシーズン終了後に契約満了が発表された。モナコでは292試合で111回の無失点を記録した。
その後は所属クラブが決まらず、1年間無所属で過ごしていたが、2021年9月に古巣のハイデュク・スプリトに復帰、控えGKとして2シーズンで公式戦7試合でプレーしたが、2022-23シーズンは1試合の出場に留まり、現役引退を決めた。

## 代表経歴
クロアチア代表として各年代でプレーし、2012年にUEFA EURO 2012にも出場した。
2016年ユーロ一次リーグではスペイン戦でセルヒオ・ラモスのPKを止め、クロアチアの勝利に貢献した。
W杯ロシア大会のメンバーに選出された。決勝トーナメント1回戦のデンマーク戦ではPK戦にもつれ込むが、クリスティアン・エリクセンら3本のPKを止めてベスト8進出を導くと、準々決勝ロシア戦のPK戦でもロシアのPKを1本止め、1998年大会以来となるクロアチアのベスト4進出を助けた。大会を通じて活躍し、クロアチア初の準優勝に大きく貢献した。
大会終了後に代表引退を発表した。

## 代表歴

### 出場大会
- クロアチア代表
  - 2014 FIFAワールドカップ
  - 2018 FIFAワールドカップ

### 試合数
- 国際Aマッチ 44試合 0得点（2009年-2018年）[4]

| クロアチア代表 | 国際Aマッチ | 国際Aマッチ |
| 年             | 出場        | 得点        |
| -------------- | ----------- | ----------- |
| 2009           | 1           | 0           |
| 2010           | 2           | 0           |
| 2011           | 0           | 0           |
| 2012           | 1           | 0           |
| 2013           | 1           | 0           |
| 2014           | 6           | 0           |
| 2015           | 7           | 0           |
| 2016           | 10          | 0           |
| 2017           | 7           | 0           |
| 2018           | 9           | 0           |
| 通算           | 44          | 0           |

## タイトル

### クラブ
ハイデュク・スプリト
- フルヴァツキ・ノゴメトニ・クプ : 3回 (2009-10, 2021-22, 2022-23)

モナコ
- リーグ・ドゥ：1回 (2012-13)
- リーグ・アン：1回 (2016-17)

### 個人
- リーグ・アン年間最優秀ゴールキーパー賞：1回 (2016-17)
- リーグ・アン・ベストイレブン：1回 (2016-17)